# Liste der Baudenkmäler im Landkreis Neunkirchen
Die Liste der Baudenkmale im Landkreis Neunkirchen  enthält die geschützten Baudenkmäler im saarländischen Landkreis Neunkirchen. 
Der Übersicht und Länge halber ist die Liste nach den Städten und Gemeinden des Landkreises separiert. Diese Einteilung findet sich in der folgenden Tabelle, in der zu jedem Eintrag, soweit möglich, ein exemplarisches Foto eines Baudenkmals aus der jeweiligen Stadt oder Gemeinde zu finden ist.
| Bild           | Stadt/Gemeinde     | Karte | Liste                                        | Ortsteile                                                                       |
| -------------- | ------------------ | ----- | -------------------------------------------- | ------------------------------------------------------------------------------- |
| Kirche         | Eppelborn          |       | Liste der Baudenkmäler in Eppelborn          | - Bubach-Calmesweiler - Dirmingen - Eppelborn - Habach - Humes - Wiesbach       |
| Burg           | Illingen           |       | Liste der Baudenkmäler in Illingen (Saar)    | - Hirzweiler - Hüttigweiler - Illingen - Uchtelfangen - Welschbach - Wustweiler |
| Rathaus        | Merchweiler        |       | Liste der Baudenkmäler in Merchweiler        | - Merchweiler - Wemmetsweiler                                                   |
|                | Neunkirchen        |       | Liste der Baudenkmäler in Neunkirchen (Saar) | - Hangard - Kohlhof - Münchwies - Neunkirchen - Wellesweiler - Wiebelskirchen   |
| Rathaus        | Ottweiler          |       | Liste der Baudenkmäler in Ottweiler          | - Fürth - Lautenbach - Mainzweiler - Ottweiler                                  |
| Kirche         | Schiffweiler       |       | Liste der Baudenkmäler in Schiffweiler       | - Heiligenwald - Landsweiler-Reden - Schiffweiler - Stennweiler                 |
| Galgenbergturm | Spiesen-Elversberg |       | Liste der Baudenkmäler in Spiesen-Elversberg | - Elversberg - Spiesen                                                          |